# كأس السوبر العربي 1995
كأس السوبر العربي 1995 كانت مسابقة دولية للأندية شارك فيها الفائزون ووصافئهم من البطولة العربية للأندية والبطولة العربية للأندية الفائزة بالكؤوس. هي النسخة الثانية وقد فاز بها نادي الشباب السعودي.

## الفرق المشاركة
| النادي  | طريقة التأهل                                      | المشاركة السابقة (الخط العريض يشير إلى الفائزين) |
| ------- | ------------------------------------------------- | ------------------------------------------------ |
| الهلال  | بطل بطولة الأندية العربية لأبطال الدوري 1994      | 1 (1992)                                         |
| الاتحاد | وصيف بطولة الأندية العربية لأبطال الدوري 1994     |                                                  |
| الأهلي  | بطل البطولة العربية للأندية الفائزة بالكؤوس 1994  |                                                  |
| الشباب  | وصيف البطولة العربية للأندية الفائزة بالكؤوس 1994 |                                                  |

## النتائج والترتيب
| فريق    | لعب | ف | ت | خ | له | عليه | ف.أ | نقاط |
| ------- | --- | - | - | - | -- | ---- | --- | ---- |
| الشباب  | 3   | 2 | 1 | 0 | 5  | 1    | +4  | 7    |
| الهلال  | 3   | 1 | 1 | 1 | 4  | 2    | +2  | 4    |
| الأهلي  | 3   | 1 | 0 | 2 | 2  | 3    | −1  | 3    |
| الاتحاد | 3   | 1 | 0 | 2 | 2  | 7    | −5  | 3    |

## وصلات خارجية
- Arab Super Cup 1995 - rsssf.com